# Afrikaners Landgenote
"Afrikaners Landgenote" of "Afrikaners Landgenoten" is een Zuid-Afrikaans Afrikaner volksliedje op de toon van het Duitse volkslied, "Das Lied der Deutschen". Het is een vrije vertaling van  het Lied der Duitsen, Het is geschreven door Nico Hofmeyr en was bedoeld als alternatief voor Die Stem om naast "God Save the King" gezongen te worden.

## Historie
Na het ontstaan van de Unie van Zuid-Afrika, de Afrikaners, de afstammelingen van Nederlandse kolonisten, was er onenigheid over "God Save the King" als enige officiële volkslied van Zuid-Afrika. Er was echte geen wens om de volksliederen van de Boerenrepublieken in ere te herstellen. Het Genootskap van Regte Afrikaners hielden een wedstrijd om een Afrikaanstalig volkslied te schrijven. "Afrikaners Landgenote" werd voorgesteld. Het genootschap besloot om Afrikaners, Landgenote voor te stellen als co-officiële volkslied van de Unie van Zuid-Afrika. Alhoewel de campagne faalde nadat "Die Stem van Suid-Afrika" werd gekozen als Afrikaner volkslied in 1938, "Afrikaners Langenote" vergaarde echter nog wel populariteit als een onofficieel volkslied.

## Liedtekst
| Afrikaans | Nederlands (oorspronkelijk) |
| --- | --- |
| I Afrikaners, landgenote, wees getrou aan volk en taal, Aan julselwe, aan elkander, Van die Kaap tot in die Vaal, Van Oranje tot Sambesie, in Natal en in Transvaal. Afrikaners, landgenote, wees getrou aan volk en taal! II Afrikaanse moeders, dogters, Afrikaanse son en veld Is beroemd deur heel die wêreld, Staan in boek en lied vermeld Hul besiel met hoop en liefde, Hoër, edeler dan geld Afrikaanse moeders, dogters, Afrikaanse son en veld! III Eenheid, vryheid, reg en liefde, In ons dierbaar vaderland Daarvoor stry ons, daarvoor ly ons, Almal same in ons land Eenheid, vryheid, reg en liefde, Daarvoor werk ons hand aan hand Eenheid, vryheid, reg en liefde, In ons dierbaar vaderland! | I AFRIKANERS, Landgenoten, Zijt getrouw aan Volk en Taal Aan uzelven, aan elkander, Van de Kaap tot aan de Vaal! Van Oranje tot Zambesie, In Natal en in Transvaal, Afrikaners, Landgenoten, Zijt getrouw aan Volk en Taal! II Afrikaanse Moeders, Dochters, Afrikaanse zon en veld, Zijn beroemd door heel de wereld, Staan in boek en lied vermeld. Zij bezielen ons met hope, Hoger, edler dan het geld; Afrikaanse Moeders, Dochters, Afrikaanse zon en veld. III Eenheid, Vrijheid, Recht en Liefde In ons dierbaar Vaderland, Daarvoor strijden, daarvoor lijden Allen samen, hand aan hand. Eenheid, Vrijheid, Recht en Liefde Zijn der vreugde onderpand, Eenheid, Vrijheid, Recht en Liefde In ons dierbaar Vaderland. |